# Endolysosome
 (juillet 2017).
Si vous disposez d'ouvrages ou d'articles de référence ou si vous connaissez des sites web de qualité traitant du thème abordé ici, merci de compléter l'article en donnant les références utiles à sa vérifiabilité et en les liant à la section « Notes et références ».
Un endolysosome est un organite cytoplasmique résultant de la fusion entre un lysosome et une vésicule d’endocytose.

## Formation et rôle au sein de la cellule
Les molécules extracellulaires sont internalisées par les vésicules endocytaires primaires (PEV) et acheminées vers un endosome précoce (EE). L'endosome précoce permet de faire un premier tri du contenu moléculaire. Un sous-ensemble de ces molécules est alors recyclé vers la membrane plasmique (MP), soit par une voie directe, soit par l'intermédiaire des endosomes de recyclage (RE). Les molécules restantes sont transportées plus loin dans la cellule.
Par la suite, l'endosome précoce se transforme en endosome tardif (LE) en se déplaçant vers la zone périnucléaire le long des microtubules. La membrane de l'endosome peut également former des invaginations luminales, appelées vésicules intraluminales (ILV), contenant alors une partie de la cargaison endocytée. L'endosome tardif naissant s'agrandit en fusionnant avec d'autres endosomes en formation (il s'agit de fusions qualifiées d'homotypiques, c'est-à-dire de structure similaire) et en acquiert des cargaisons supplémentaires à partir des ILV.
Les endosomes tardifs permettent de faire un second tri du contenu moléculaire, dirigeant ainsi les molécules vers diverses destinations. Une fraction importante des molécules internalisées sera transportée vers les lysosomes pour y être dégradée. L'endosome tardif fusionne donc avec un lysosome dense classique pour former un organite hybride transitoire, appelé alors endolysosome, dans lequel se produit une dégradation active des cargaisons endocytosées. Les endolysosomes mûrissent ensuite pour former des lysosomes denses classiques, qui servent d'organites de stockage pour les composants membranaires et les hydrolases.